# Lenny Martinez
 Der er flere personer med dette navn, se Lenny Martinez (cykelrytter).
Lenny Martínez (født 19. november 1976 i Honduras) er en dansk sanger og rapper, der har sine rødder i Honduras og på Cuba, hvor han voksede op. Lenny Martínez er medlem af trioen Outlandish. Han synger og rapper oftest på spansk i gruppens sange. Eksempler er "I Only Ask Of God", "Walou" "Guantanamo" "Desert Walk" (i samarbejde med Kato), "Triumf" (i samarbejde med Providers), m.fl.
Da Lenny Martínez var 14 år gammel, flyttede han til Danmark. Han voksede derefter op i Brøndby Strand sammen med de to øvrige medlemmer af Outlandish, Isam Bachiri og Waqas Qadri.